# Малые шипохвосты
Малые шипохвосты (лат. Idiurus) —  род очень маленьких  представителей семейства Anomaluridae, обитающих в тропических лесах Африки. 

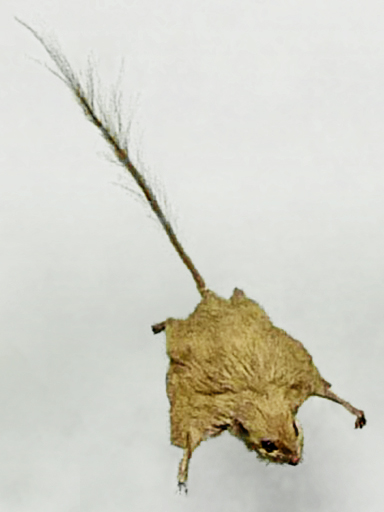
Чучело малого шипохвоста.

Как и их более крупные родственники, шипохвостые летяги (Anomalurus), малые шипохвосты имеют летательную мембрану, которая простирается от локтевой кости до лодыжки и позволяет планировать так же, как это делают неродственные им белки-летяги. У малых шипохвостов точно так же, как и у шипохвостых летяг, есть колючие чешуйки на нижней стороне хвоста, которые дали название семейству. Их особенность —  небольшой размер: длина тела у них от 7 до 9 см, длина хвоста от 8 до 13 см. По длине они в три —  пять  размера меньше своих сородичей из рода Anomalurus. Их вес 14-35 граммов.
Малые шипохвосты ведут ночной образ жизни и проводят день в дуплах деревьев. Об их образе жизни мало что известно. Похоже, что они питаются в основном фруктами и живут колониями от 12 до 100 животных. По общему признанию, малых шипохвостов находят редко, но, вероятно, это связано с их скрытым образом жизни в вершинах деревьев. Они не считаются редкими или находящимися под угрозой исчезновения.
Выделяют два вида:
- Idiurus macrotis — Длинноухий шипохвост, Западная и Центральная Африка
- Idiurus zenkeri — Малый шипохвост, или шипохвост Ценкера[1], Центральная Африка

Два других вида, которые в прошлом иногда рассматривали как Idiurus langi и Idiurus panga, теперь считаются идентичными длинноухому шипохвосту.